# La Mutante 4
Série
La Mutante 3
(2004)
Pour plus de détails, voir Fiche technique et Distribution.
La Mutante 4 ou Espèces IV au Québec (Species: The Awakening) est un téléfilm américano-mexicain réalisé par Nick Lyon, diffusé le 29 septembre 2007 sur Syfy puis sorti directement en vidéo le 2 octobre 2007.

## Synopsis
Le Dr Hollander emmène sa nièce Miranda à Mexico, dans l'intention de neutraliser les effets de l'ADN extraterrestre qu'il a utilisé pour la créer. Malheureusement, le traitement ne réussit pas et des envies de meurtres s'emparent de Miranda.

## Fiche technique
Sauf indication contraire, les informations mentionnées dans cette section peuvent être confirmées par la base de données cinématographiques IMDb,  présente dans la section « Liens externes ».
- Titre original : Species: The Awakening
- Titre en France : La Mutante 4
- Titre au Québec : Espèces IV
- Réalisation : Nick Lyon
- Scénario : Ben Ripley, d'après les personnages créés par Dennis Feldman
- Musique : Paul Cristo et Kevin Haskins
- Direction artistique : Diana Quiroz et Diego Sandoval
- Décors : Cecilia Montiel, Joaquín de la Riva et Derek A. Hecker Diaz
- Costumes : Adela Cortázar
- Photographie : Jaime Reynoso
- Son : Derek Marcil, Alec St. John
- Montage : Robert Komatsu
- Production : Frank Mancuso Jr. et Lorenzo O'Brien

Coproducteur : Aaron Mazzolini
Producteurs associés : Ittay Arad et Jennifer Nieves Gordon
Producteur délégué : Johnny O. Lopez
- Société de production[1] : 360 Pictures, Metro-Goldwyn-Mayer
- Sociétés de distribution[1] :
  - États-Unis : 20th Century Fox Home Entertainment (DVD), MGM Home Entertainment (DVD), Scream Factory (Blu-Ray)
  - Mondiale : Metro-Goldwyn-Mayer (tous médias)
- Budget : 3,8 millions de dollars[2] (estimation)
- Pays d'origine :  États-Unis,  Mexique
- Langue originale : anglais
- Format[3] : couleur - 35 mm - 1,85:1 (Panavision) - son Dolby Digital
- Genre : science-fiction, épouvante-horreur
- Durée : 103 minutes
- Dates de sortie[4] :
  - États-Unis : 29 septembre 2007 (1re diffusion sur Syfy)
  - États-Unis : 2 octobre 2007 (sortie directement en vidéo)
  - France : 13 octobre 2010[5] (sortie directement en vidéo) (DVD)
- Classification[6] :
  -  États-Unis : Motion Picture Association of America - Not Rated (non classé)
  -  France : Interdit aux moins de 12 ans

## Distribution
- Helena Mattsson : Miranda
- Ben Cross : Dr Tom Hollander
- Dominic Keating : Forbes McGuire
- Marlene Favela : Azura
- Adam Wylie : Jared
- Meagen Fay : Celeste
- Mauricio Martínez (en) : Dalton
- Marco Bacuzzi : Rinaldo
- Felipe De Lara : Burke
- Cynthia Francesconi : Collette

## Accueil

### Accueil critique
Aux États-Unis, le film a reçu un accueil critique défavorable :
- Sur Internet Movie Database, il obtient un score de 4,1⁄10 sur la base de 6 346 critiques[7].

## Distinctions

### Récompenses
- Cinema Audio Society 2008[8] : CAS Award du meilleur mixage sonore pour un DVD décerné à Gabriel Coll Barberis, Alec St. John et Derek Marcil